# HTC Desire S
L'HTC Desire S è uno smartphone prodotto dalla HTC Corporation ed è un successore del telefonino HTC Desire. Esso è stato annunciato per la prima volta al Mobile World Congress 2011 tenutosi a Barcellona. Esso monta Android 2.3 "Gingerbread" ed è stato distribuito nell'aprile 2011.